# Arnold Frank (Judoka)
Arnold „Arno“ Frank (* um 1922 in Berlin) war ein deutscher Judoka.

## Leben
Arnold Frank begann ab Mitte der 1930er Jahre im Sportverein „Post Berlin“ Jiu Jitsu und Judo zu trainieren. Das Training im Sportverein und seine athletische Konstitution führten ihn zu einigen Erfolgen bei Wettkämpfen und Jugendmeisterschaften, bevor er sich für die Teilnahme an den Deutschen Meisterschaften qualifizierte. 1940 errang er in seiner Heimatstadt den Judo-Meistertitel im Schwergewicht. Die letzten, während des Zweiten Weltkriegs als „Reichsbestenermittlung“ ausgeschriebenen Judomeisterschaften fanden 1941 in Essen statt, wo Frank als Titelverteidiger teilnehmen konnte. Er verlor jedoch gegen den deutschen Meister Hellmut Lehmann aus Berlin, der aus dem Halbschwergewicht 1941 ins Schwergewicht aufgestiegen war. Als Judo-Vizemeister überlebte Frank den nachfolgenden Kriegsdienst und die Kriegsgefangenschaft, aus der er nach Berlin zurückkehrte.
In Ost-Berlin nahm Frank 1950 Verbindung mit den Judoka auf, die sich unter der Führung Hans Beckers bei den „Schwerathleten“ im Deutschen Sportausschuß (DS) neu organisierten, und wurde Mitglied der BSG Turbine Wasserwerke Berlin. Die Abteilung „Schwerathletik im DS“ richtete 1951 in Erfurt die zweiten Judo-Einzelmeisterschaften in der DDR aus, wo Frank im Schwergewicht seinen ersten DDR-Meistertitel errang. Den Meistertitel verteidigte er im Mai 1952 bei den DDR-Meisterschaften in Ost-Berlin. Bei der Gründung der „Sektion Judo“ im DS unter dem Präsidenten Lothar Skorning wurde Frank im Oktober 1952 als Vorsitzender der Kampfrichterkommission in den Vorstand gewählt.
Neben seiner Arbeit im Beruf und als Judofunktionär der „Sektion Judo“ im DS blieb Frank als Judokämpfer in der BSG Turbine Wasserwerke aktiv und errang 1953 hinter Rolf Haferkorn von der BSG Lokomotive Leipzig den Vizemeistertitel. Außerdem qualifizierte er sich mit Siegfried Gand, der einer seiner Trainingspartner in der BSG war, für die Teilnahme an den vom Deutschen Athleten-Bund (DAB) ausgerichteten Gesamtdeutschen Judomeisterschaften im Dezember 1953 in Bremerhaven. Dort erreichte Frank nur den 5. Rang. Gesamtdeutscher Judomeister im Schwergewicht wurde 1953 der Ost-Berliner  Dietrich Schnappup, der bei den vorhergehenden DDR-Meisterschaften hinter Frank Dritter geworden war. Während der 1. Plenartagung der „Sektion Judo“ im Oktober 1953 in Leipzig wurde Frank von seinen Amtspflichten entbunden und der Leipziger Kurt Jahn zum neuen Vorsitzenden der Kampfrichterkommission gewählt.
Von der Verbandsarbeit befreit konzentrierte sich Frank ab Ende 1953 wieder stärker auf die Ausübung seines Sports als Aktiver und Übungsleiter in der BSG Turbine Wasserwerke. Das zahlte sich für ihn bei den DDR-Meisterschaften im April 1954 in Niedersedlitz aus. Er errang seinen dritten DDR-Meistertitel im Schwergewicht und erhielt den vom Stellvertretenden Ministerpräsidenten Walter Ulbricht gestifteten „Ehrenpreis für den besten Judokämpfer“.
Danach wurde er in die DDR-Auswahlmannschaft berufen, die auf Einladung des Tschechoslowakischen Judoverbandes Ende Mai 1954 erstmals im Ausland kämpfte. Beim Aufeinandertreffen der beiden Auswahlmannschaften unterlagen die DDR-Judoka in Hradec Králové mit 2:10 und erreichten in Pilsen ein 6:6-Unentschieden. Dabei gewann Frank seine Kämpfe gegen den Europameister von 1954 Zdeněk Písařík und den Vize-Europameister Karel Vítek. Auf Grund dieser hervorragenden Leistungen als Judokämpfer im Jahr 1954 wurde Frank im Januar 1955 als erster Judoka in der DDR mit dem Ehrentitel „Meister des Sports“ ausgezeichnet. Auf nationaler Ebene trat Frank zuletzt 1955 in Erscheinung, als er als ältester Judoka der DDR-Auswahlmannschaft am Turnier um den Mitropa-Cup der Europäischen Judo-Union (EJU) in Nürnberg teilnahm.

## Erfolge als Judoka (Schwergewicht)
- 1940: Deutscher Meister
- 1941: Deutscher Vizemeister
- 1951: DDR-Meister
- 1952: DDR-Meister
- 1953: DDR-Vizemeister
- 1954: DDR-Meister, Sieger im Länderkampf ČSR vs. DDR über den Europameister Zdeněk Písařík